# مارسيلو ميلانيسيو
مارسيلو ميلانيسيو (بالإسبانية: Marcelo Milanesio) مواليد 11 فبراير 1965، هو لاعب كرة سلة أرجنتيني سابق بدأ مسيرته الاحترافية في سنة 1982 وحمل الرقم 9.

## الميداليات
| الميدالية | المسابقة                             |
| --------- | ------------------------------------ |
| برونزية   | بطولة أمم الأمريكتين لكرة السلة 1993 |
| فضية      | بطولة أمم الأمريكتين لكرة السلة 1995 |

## روابط خارجية
- مارسيلو ميلانيسيو على موقع الاتحاد الدولي لكرة السلة (الإنجليزية)
- مارسيلو ميلانيسيو على موقع كرة السلة الأوروبية.كوم (الإنجليزية)
- مارسيلو ميلانيسيو على موقع ريلجم (الإنجليزية)
- مارسيلو ميلانيسيو على موقع بروبوليرز (الإنجليزية)
- مارسيلو ميلانيسيو على موقع سبورتس رفرنس (الإنجليزية)
- مارسيلو ميلانيسيو على موقع أوليمبيديا (الإنجليزية)